# Лелекові
Лелекові (Ciconiidae) — родина птахів ряду лелекоподібних (Ciconiiformes), що охоплює шість родів і двадцять сучасних видів.

## Поширення
Родина лелекових поширена не тільки в тропіках і субтропіках, але і в помірних зонах. В Європі гніздяться два види — лелека білий (Ciconia ciconia) і лелека чорний (Ciconia nigra). Два інших види вважаються украй рідкісними гостями — лелека-тантал африканський (Mycteria ibis) і марабу африканський (Leptoptilos crumeniferus).

## Опис
Загальними ознаками родини є довгі ноги, довга гнучка шия, а також довгий, конічний дзьоб. Крила, як правило, широкі і глибоко розчленовані.
Більшість видів лелекових — безголосі, єдиним звуком, що видається ними, є стукіт дзьобом. Проте деякі види цілком співочі, одним з прикладів може послужити чорний лелека.

## Спосіб життя
В основному, лелекові воліють жити на відкритих просторах і біля водоймищ. Всі лелекові є хорошими літунами, що використовують термічні властивості повітря для економії енергії у польоті. Багато видів щорічно здійснюють далекі перельоти.

### Розмноження
Створюють великі порожнини, які використовуються протягом багатьох років. Деякі гнізда досягають гігантських розмірів — 2 м діаметром і 3 м у висоту. Як правило, моногамні птахи, але це вірно лише частково. Птахи можуть змінювати партнерів після того як мігрують.

### Живлення
Їжу лелекові підбирають на ходу із землі, до неї входять в основному невеликі гризуни, земноводні, риби, деякі безхребетні і плазуни. Деякі види лелек, наприклад марабу, також поїдають падаль.

## Класифікація
Родина включає 19 видів у 6 родах:
- Родина Лелекові (Ciconiidae)
  - Рід Mycteria — міктерія
    - Mycteria cinerea — лелека-тантал білий
    - Mycteria ibis — лелека-тантал африканський
    - Mycteria leucocephala — лелека-тантал індійський
    - Mycteria americana — міктерія

  - Рід Anastomus — лелека-молюскоїд
    - Anastomus oscitans  — лелека-молюскоїд індійський
    - Anastomus lamelligerus — лелека-молюскоїд африканський

  - Рід Ciconia — лелека
    - Ciconia abdimii — лелека африканський
    - Ciconia episcopus — лелека білошиїй
    - Ciconia stormi — лелека малазійський
    - Ciconia maguari — магуарі
    - Ciconia boyciana — лелека далекосхідний
    - Ciconia ciconia — лелека білий
    - Ciconia nigra — лелека чорний

  - Рід Ephippiorhynchus — чорнокрилий ябіру
    - Ephippiorhynchus asiaticus — ябіру азійський
    - Ephippiorhynchus senegalensis — ябіру сенегальський

  - Рід Jabiru — ябіру
    - Jabiru mycteria — ябіру неотропічний

  - Рід Leptoptilos — марабу
    - Leptoptilos javanicus — марабу яванський
    - Leptoptilos dubius — марабу індійський, або аргала
    - Leptoptilos crumeniferus — марабу африканський